# X-Tris
X-Tris is een computerspel dat werd ontwikkeld door Gerry Jo Jellestad. Het spel werd in 1997 uitgebracht door Patriot Games voor de Commodore 64. Het spel is een tetris-clone. Het spel is Engelstalig en kan met één of twee spelers tegelijkertijd gespeeld worden.